# Tarphonomus
Tarphonomus és un gènere d'ocells de la família dels furnàrids (Furnariidae). Es troben en hàbitats arbustius al centre-sud d'Amèrica del Sud.

## Taxonomia
Anteriorment s'incloïen en el gènere Upucerthia però estudis de la genètica mitocondrial i nuclear (total 1927 bp) i anàlisi separats del mtDNA i del nucli de l'ADN van concloure que era necessari separar-los i incloure'ls en un gènere nou, el Tarphonomus.
Segons la Classificació del Congrés Ornitològic Internacional (versió 14.2, 2024) aquest gènere està format per dues espècies:
- Miner becut de Bolívia - (Tarphonomus harterti).
- Miner becut del Chaco - (Tarphonomus certhioides).